# 斗南鎮

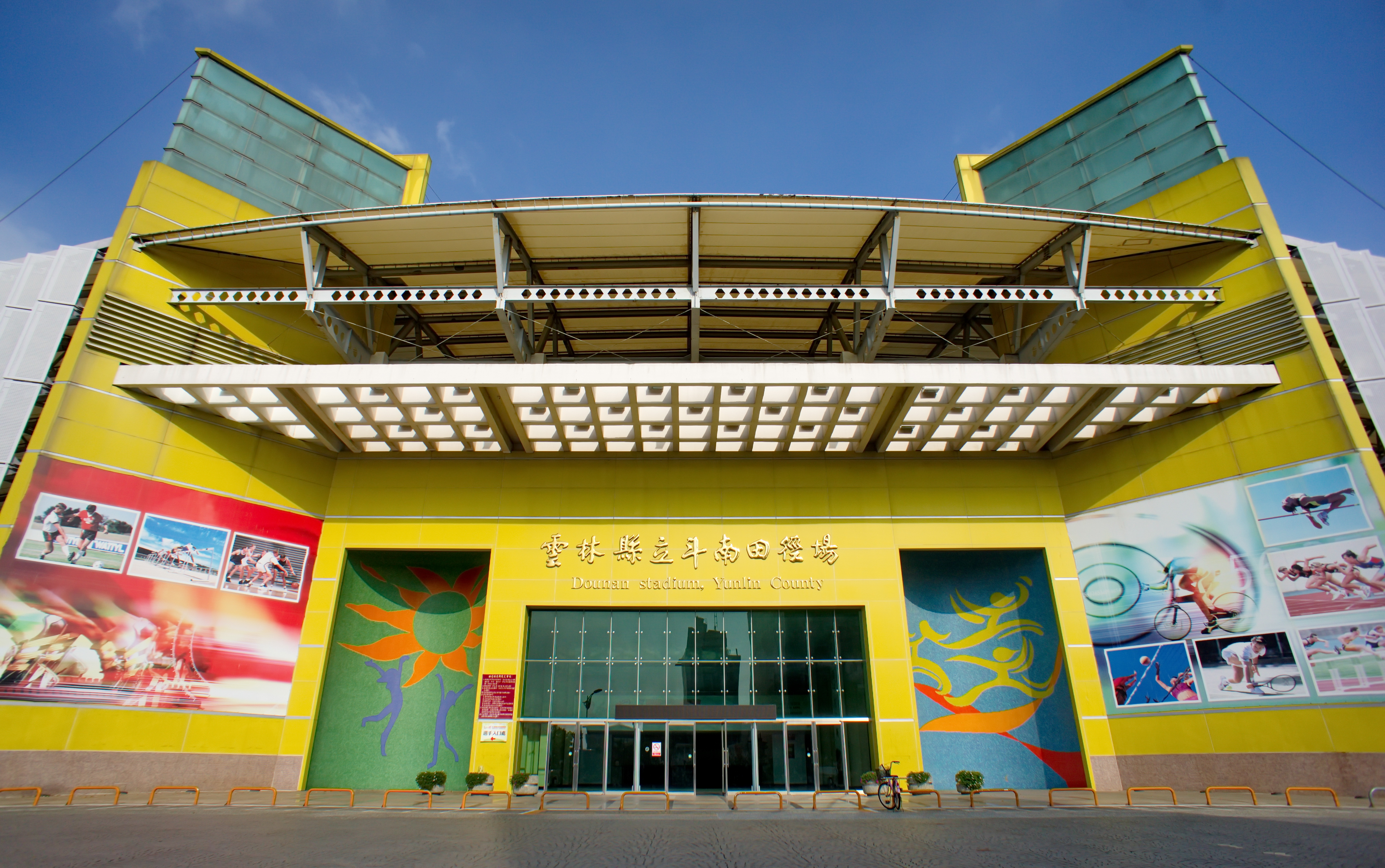
雲林県立斗南陸上競技場

斗南鎮（ドウナン/となん-ちん）は、中華民国台湾省雲林県の鎮。

## 地理
斗南鎮は雲林県の東南、斗六台地と雲嘉沖積平原の接点に位置している。東は斗六市及び古坑郷と、西は大湖口渓を隔てて大埤郷と、南は華興渓（石亀渓）を隔てて嘉義県大林鎮と、北は虎尾鎮と接している。

## 歴史
斗南鎮は旧名を「他里霧」と称し、原住民の和安雅族（平埔族の支族）である他里霧社社名を音訳したものである。明末の鄭成功の時期には既に漢人による入植が行なわれていた。清による台湾統治が開始されると諸羅県管轄の他里霧社とされ、1886年（光緒12年）に雲林県が建てられると雲林県に帰属するようになった。
日本統治時代初期、他里霧支庁が設置された。1897年には斗六庁に、1907年に嘉義庁、1910年には他里霧区が設置され他里霧区長役場は設置された。1920年10月1日の台湾行政区改制の際、斗六の南に位置したことから「斗南」と改称、台南州斗六郡帰属に改編した。
戦後の1946年1月11日に斗南鎮公所が設立、1950年10月25日に雲林県に帰属するようになり現在に至っている。

## 行政区
| 里 |
| --- |
| 東仁里、西岐里、南昌里、北銘里、中天里、旧社里、林子里、石亀里、石渓里、靖興里、新南里、阿丹里、将軍里、東明里、新光里、田頭里、明昌里、大東里、埤麻里、西伯里、新崙里、小東里、大同里、僑真里 |

## 歴代鎮長
| 代 | 氏名 | 任期 |
| -- | ---- | ---- |

## 交通

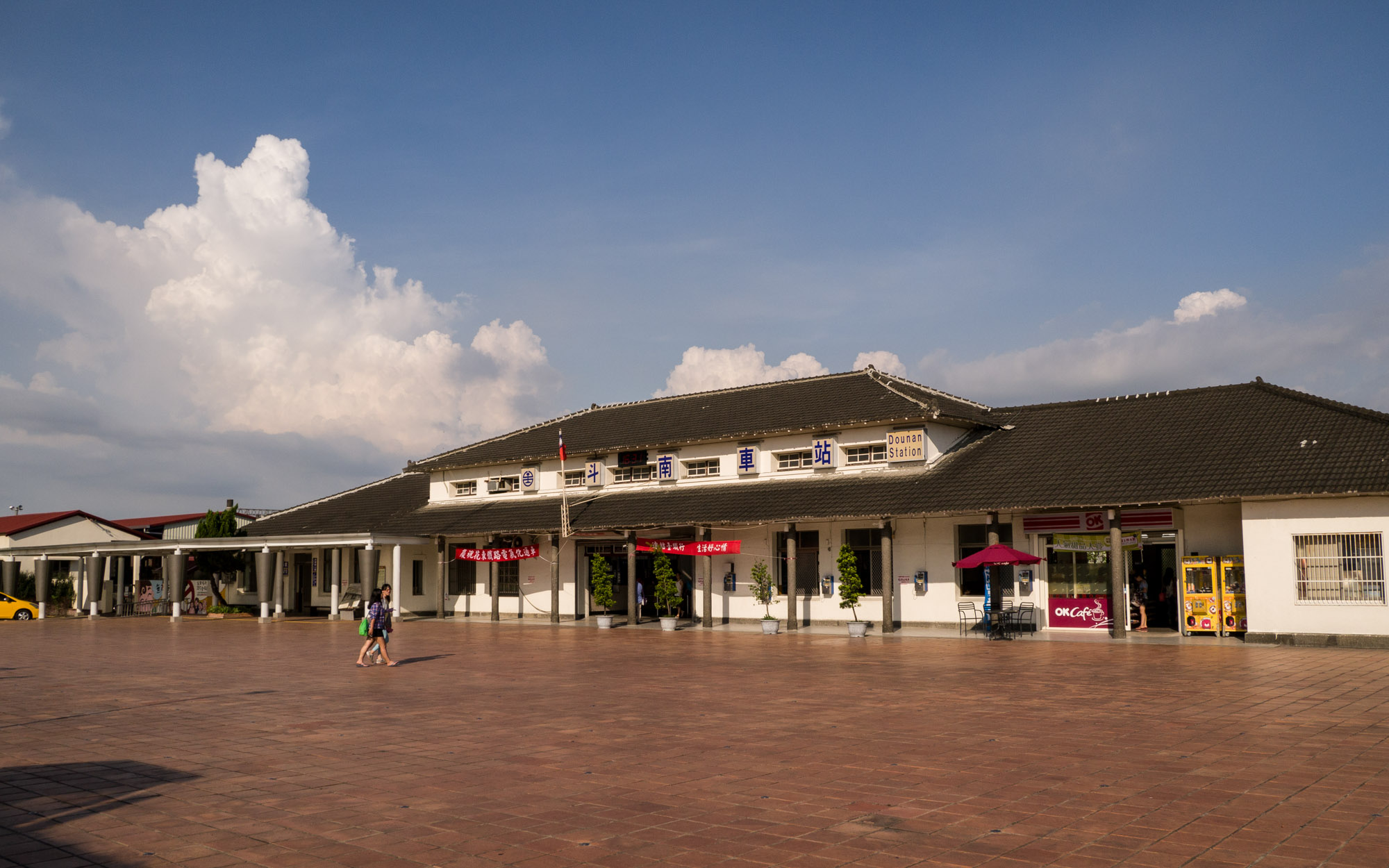
斗南駅

| 種別 | 路線名称 | その他                      |
| ---- | -------- | --------------------------- |
| 鉄道 | 縦貫線   | 斗南駅(中心となる駅) 石亀駅 |
| 省道 | 台1丁線  | 莿桐郷 - 斗六市 - 斗南鎮    |
| 省道 | 台3線    |                             |

## 観光

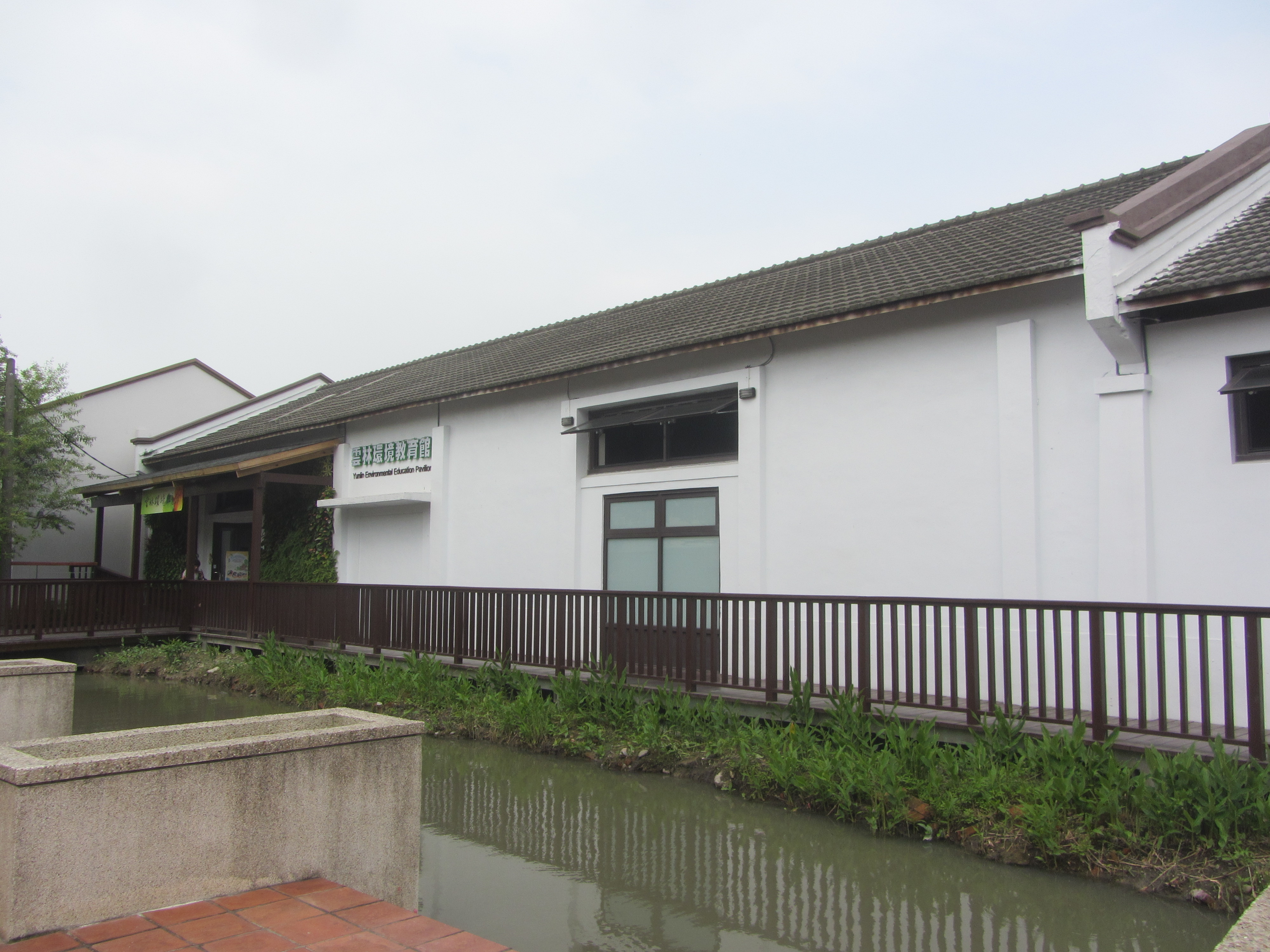
他里霧文化園区（旧斗南駅北倉庫群）にある雲林環境教育館

- 斗南駅
- 斗南順安宮（中国語版）
- 他里霧生活美学館
- 二重溝
- 将軍崙温磘宮
- 斗南分局旧弁公庁舎
- 雲林県立斗南陸上競技場